# Similipepsis aurea
Similipepsis aurea is een vlinder uit de familie wespvlinders (Sesiidae), onderfamilie Tinthiinae.
Similipepsis aurea is voor het eerst wetenschappelijk beschreven door Gaede in 1929. De soort komt voor in het Afrotropisch gebied.